# Taiarapu-Est
Taiarapu-Est és un municipi de la Polinèsia Francesa, situat a l'illa de Tahití, que es troba a les Illes del Vent (arxipèlag de les Illes de la Societat. Té 11.549 habitants. Comprèn les comunes associades d'Afaahiti-Taravao, Faaone, Pueu, Tautira (amb Mehetia).

## Evolució demogràfica
| 4 361         | 5 317 | 6 602 | 8 815 | 10 315 | 11 549 |
| * : estimació |       |       |       |        |        |

## Classificació de les comunes
| Rang a 26 de desembre de 2007 | Seccions de comuna i comunes associades | Comuna       | 29 d'abril de 1977 | 15 d'octubre de 1983 | 6 de setembre de 1988 | 3 de setembre de 1996 | 7 de novembre de 2002 | 26 de desembre de 2007 (ISPF) |
| ----------------------------- | --------------------------------------- | ------------ | ------------------ | -------------------- | --------------------- | --------------------- | --------------------- | ----------------------------- |
| 01                            | Afaahiti-Taravao                        | Taiarapu-Est | 1 460              | 1 876                | 2 378                 | 3 315                 | 4 487                 | 5 321                         |
| 02                            | Tautira                                 | Taiarapu-Est | 01 163             | 01 411               | 01 763                | 02 447                | 02 343                | 02 338                        |
| 03                            | Pueu                                    | Taiarapu-Est | 01 057             | 01 202               | 01 428                | 01 724                | 01 886                | 02 037                        |
| 04                            | Faaone                                  | Taiarapu-Est | 0681               | 0828                 | 01 033                | 01 329                | 01 599                | 01 853                        |